# Actornithophilus ceruleus
Actornithophilus ceruleus är en insektsart som först beskrevs av Günter Timmermann 1954.  Actornithophilus ceruleus ingår i släktet Actornithophilus och familjen spolätare. Inga underarter finns listade i Catalogue of Life.